# Superbad
Superbad er en amerikansk komediefilm fra 2007, skrevet af Seth Rogen og Evan Goldberg og instrueret af Greg Mottola. I hovedrollerne er Jonah Hill, Michael Cera og Christopher Mintz-Plasse.

## Medvirkende
- Jonah Hill – Seth
- Michael Cera – Evan
- Christopher Mintz-Plasse – Fogell
- Bill Hader – Officer Slater
- Seth Rogen – Officer Michaels
- Martha MacIsaac – Becca
- Emma Stone – Jules
- Aviva Farber – Nicola
- Joe Lo Truglio – Francis
- Kevin Corrigan – Mark
- Scottie Gerbacia – Jesse
- Stacy Edwards – Jane, Evan's mor
- David Krumholtz – Benji Austin
- Martin Starr – James Masselin
- Rune Merlach – Useph Guns